# Arietidy

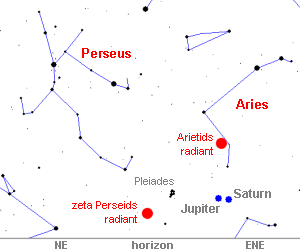
Vzhled východní oblohy v 5:00 hodin 7. června 2000.

Arietidy jsou silný meteorický roj, který trvá každý rok od 22. května do 2. července a vrcholí 7. června. Arietidy jsou spolu se Zéta Perseidami, nejintenzivnějším denním meteorickým rojem roku. Zdroj roje je neznámý, ale vědci se domnívají, že pochází z asteroidu 1566 Icarus, i když dráha také odpovídá kometě 96P/Machholz.
Poprvé byl roj pozorován v Jodrell Bank Observatory v Anglii v létě roku 1947. Roj je způsoben průchodem Země hustou částí dvou meziplanetárních meteoroidických proudů, produkujících v průměru 60 meteorů každou hodinu, které na obloze vycházejí zdánlivě ze souhvězdí Berana a souhvězdí Persea. Nicméně, protože obě tyto souhvězdí jsou blízko ke Slunci, tak v době, kdy tyto roje dosahují svého maxima, jsou meteory z těchto rojů pouhým okem pozorovatelné velmi obtížně. Některé z prvních meteorů jsou viditelné ve velmi časných ranních hodinách, obvykle hodinu před svítáním. Meteory vstupují do Zemské atmosféry rychlostí okolo 39 km/s.